# Доге (мем)

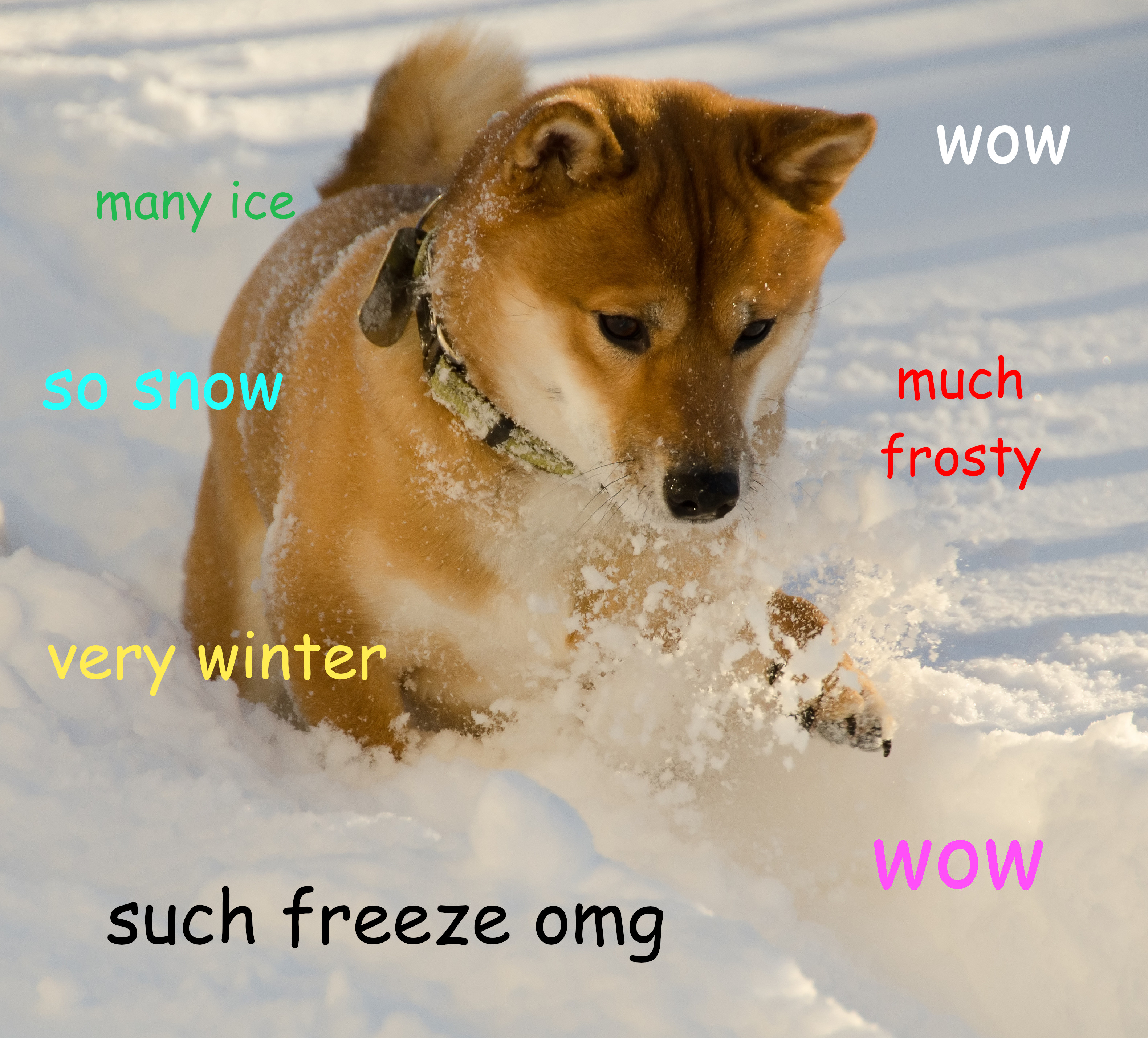
Приклад мему про Доге

Доге (англ. Doge, МФА: [doʊdʒ] «додж», МФА: [doʊɡ] «дог» або МФА: [doʊʒ] «дож») — інтернет-мем, який став популярним у 2013 році. Мем складається із зображення собаки породи шіба-іну та різноколірного тексту на передньому плані, написаного шрифтом Comic Sans. Текст, що становить собою своєрідний внутрішній монолог, навмисне написаний ламаною англійською мовою. Мем спочатку та найчастіше використовує зображення шіба-іну на ім'я Кабосу, хоча версії з іншими собаками цієї породи також популярні.
Мем заснований на фотографії Кабосу 2010 року, яка стала популярною наприкінці 2013 року і названа сайтом Know Your Meme найкращим мемом року. Наприкінці 2013 року шіба-іну був помітно присутній у популярній культурі, включаючи криптовалюту на основі Доге — Dogecoin, запущену в грудні того ж року. Кілька онлайн-опитувань і ЗМІ визнали Doge одним із найкращих інтернет-мемів 2010-х років.

## Побудова
Доге використовує фрази з двох слів, у яких перше слово майже завжди є одним із п'яти модифікаторів («так», «такий», «багато», «багато» та «дуже»), а відхід від правильної англійської полягає у використанні модифікатора зі словом, яке він не може правильно змінити. Наприклад, «Велика повага. Так благородно» використовує модифікатори Doge, але не є «належним» Doge, оскільки модифікатори використовуються формально правильно; версія Дога була б «Дуже шляхетно, тому повага». На додаток до цих фраз, висловлювання Доге часто закінчується одним словом, найчастіше «вау», але також використовуються «вражати» та «збуджувати».
З моменту створення мему було створено кілька варіацій і побічних ефектів, у тому числі «зріджений Доге», варіант, у якому форма собаки трансформується в інших тварин, і «іронічний Доге» — версія, в якій персонаж Доге потрапляє в іронічні та нехарактерні ситуації. Іронічні меми Доге породили кількох інших пов'язаних персонажів, часто самих собак, одним із яких є Чімс, інший шіба-іну, який зазвичай характеризується вадами мовлення, що додає літеру «М» у своїй промові.
Волтер, персонаж бультер'єр, який зазвичай зображується як любитель автомобілів монстер-траків і пожежних машин, є ще одним часто повторюваним іронічним персонажем Доге. Ці меми здебільшого присутні в підрозділах сайту Reddit, таких як r/dogelore. Одним із мемів, який став популярним у 2020 році, був «Swole Doge vs. Cheems», у якому м'язистий Дож і малюк Чімс зображені як щось, що вважалося кращим у минулому, і його сучасна версія відповідно.

## Походження та вимова
В оригінальному мемі зображена собака породи шіба-іну Кабосу. Кабосу була вперше зображена в дописі в блозі 2010 року її власницею Ацуко Сато, а варіанти фотографій із використанням накладеного тексту Comic Sans були опубліковані пізніше з блогу Tumblr, Shiba Confessions. Однак використання навмисно неправильно написаного слова «Доге» датується червнем 2005 року, коли воно згадувалося в епізоді лялькового серіалу «Homestar Runner». Мем почав набирати популярність після того, як його використали на Reddit у жовтні 2010 року в публікації під назвою «LMBO LOOK @ THIS FUKKEN DOGE».
Кабосу помер від лейкемії 24 травня 2024 року у віці 18 років.
Ще одна шіба-іну, представлена в мемі, — це Сукі, самка, що належить фотографу Джонатану Флемінгу з Сан-Франциско. Його дружина випадково поклала шарф у прання, через що він дав усадку. Джонатан сфотографував Сукі в шарфі на вулиці холодної ночі в лютому 2010 року.
Деякі інші персонажі, використані в мемі, засновані на фотографіях справжніх собак. Чімс заснований на зображенні собаки на прізвисько Балтце з Гонконгу; його прихистили у віці одного року, а у 2020 році йому було дев'ять років. Він хворів на лейкемію, і йому робили торакоцентез (відведення рідини з грудної клітки), коли він помер 18 серпня 2023 року у віці 12 років. Волтер заснований на бультер'єрі Нельсоні, який став популярним у 2018 році після того, як його власниця Вікторія Лі опублікувала фотографію Нельсона в Twitter із підписом: «Коли випадково відкриваєш передню камеру». У 2020 році почали ширитися інтернетом чутки про смерть Нельсона, хоча вони виявилися неправдивими.
Найпоширеніші варіанти вимови слова Doge: МФА: [ˈdoʊdʒ] «доудж» та МФА: [ˈdoʊɡ] «доуґ». У неангломовних країнах іноді вимовляється як МФА: [ˈdɒdʒ] «додж». Ті, хто не знайомий або не знайомий із мемом, також використовують вимову МФА: [ˈdɒɡi] «доґі», МФА: [ˈdɒɡeɪ] «доґей», МФА: [ˈdoʊɡeɪ] «доуґей», або просто як слово dog («собака») — МФА: [ˈdɒɡ] / МФА: [ˈdɔːɡ] «доґ».